# Apeadeiro de Areosa

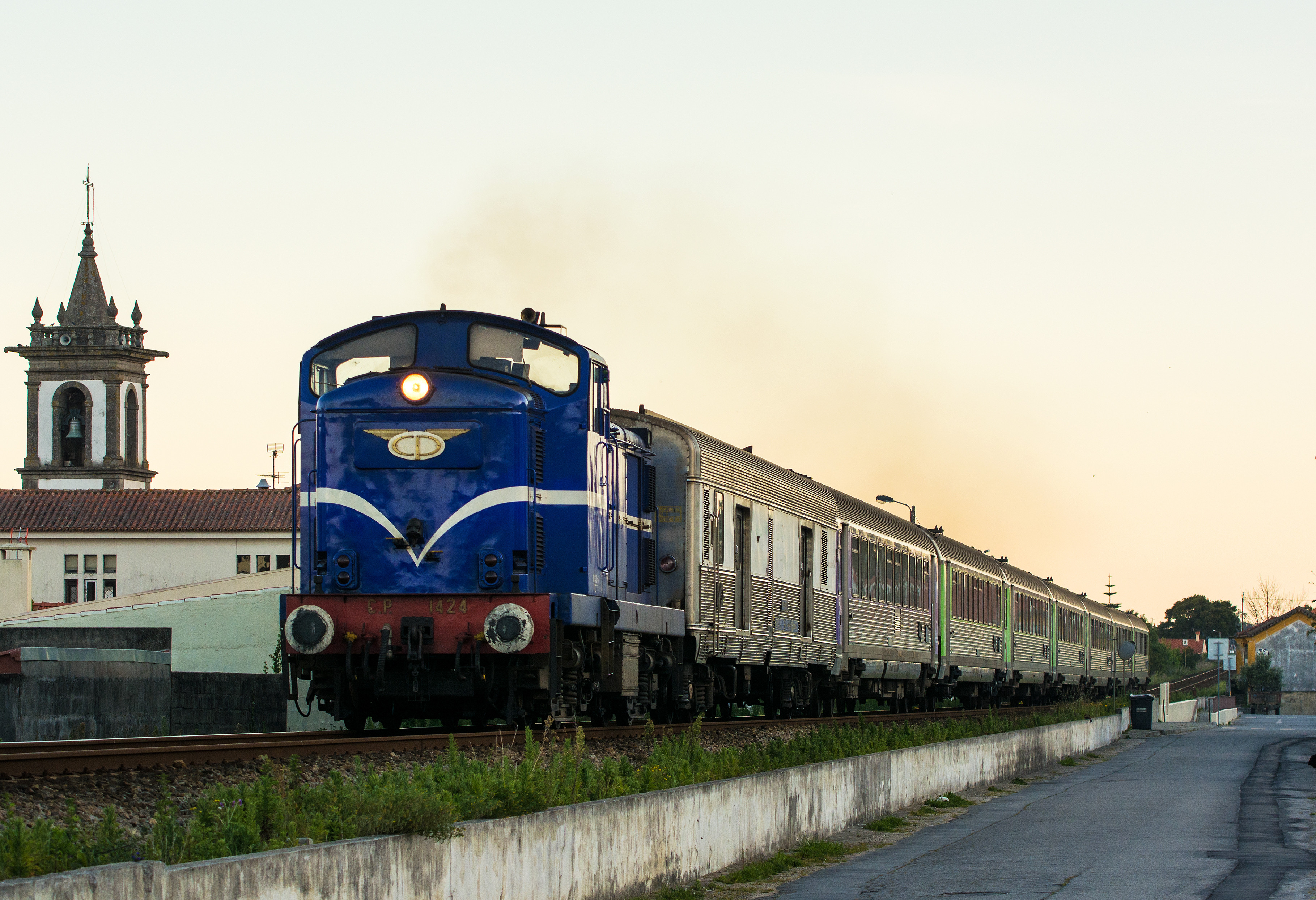
Comboio especial (com a locomotiva 1424 em libré retro) circulando a sul do Apeadeiro de Areosa.

O Apeadeiro de Areosa é uma gare da Linha do Minho, que serve a localidade de Areosa, no concelho de Viana do Castelo, em Portugal.

## Descrição
Esta interface tem acesso pela Avenida Maria Auxiliadora, na localidade de Areosa.

## História
Esta interface encontra-se no troço da Linha do Minho entre Darque e Caminha, que foi aberto no dia 1 de Julho de 1878.
Um diploma publicado no Diário do Governo n.º 112, II Série, de 15 de Maio de 1948 determinou que o engenheiro Rogério Vasco Ramalho outorgasse no contrato da empreitada n.º 89, para a instalação de um abrigo para passageiros nesta interface. situado do lado nascente da via (lado direito do sentido ascendente, a Monção). O auto de recepção definitiva desta obra foi aprovado por um diploma no Diário do Governo n.º 83, Série II, de 11 de Abril de 1950.

Em 2021, após obras de reparação e eletrificação, começaram a circular neste troço (Viana-Valença) comboios elétricos.